# Grand Prix-wegrace van Duitsland 1952
De Grand Prix-wegrace van Duitsland 1952 was de vijfde Grand Prix van het  wereldkampioenschap wegrace in het seizoen 1952 en de eerste Duitse Grand Prix die meetelde voor het wereldkampioenschap. De races werden verreden op 20 juli 1952 op de Solitudering, een stratencircuit in het westelijk deel van de Duitse stad Stuttgart. In deze Grand Prix kwamen alle klassen aan de start, maar de titel in de 350cc-klasse was al beslist. 

## Algemeen
Nu de Duitsers door de FIM weer waren toegelaten tot internationale wedstrijden, kon de Deutscher Motorsport Verband ook een WK-Grand Prix organiseren. Ze doopten daarvoor de al lang bestaande Solituderennen om tot Grand Prix. In het seizoen 1951 was een aantal buitenlandse coureurs al naar de Solituderennen gegaan, waar Enrico Lorenzetti (250 cc), Geoff Duke (350 cc en 500 cc) en Eric Oliver/Lorenzo Dobelli (750cc-zijspannen) hun klassen wonnen voor een groot en enthousiast publiek. Zij hadden daardoor al enige circuitkennis, waarvan Duke geen gebruik kon maken. Hij was bij een race buiten het WK geblesseerd geraakt en moest zijn seizoen vroegtijdig beëindigen. Ray Amm kon de Norton-kleuren niet verdedigen nadat hij in de trainingen geblesseerd raakte. Reg Armstrong was erg succesvol met twee overwinningen. De Duitsers, die zich eerder in het seizoen nauwelijks hadden laten zien, verrasten met overwinningen in de 250- en de 125cc-klasse, vooral omdat ze dat met DKW's en NSU's deden.

## 500cc-klasse
Zonder de geblesseerde Geoff Duke en Ray Amm had Umberto Masetti zijn voorsprong in het wereldkampioenschap flink uit kunnen bouwen, maar hij viel uit. Dat opende de weg voor Reg Armstrong, die niet alleen won, maar ook de leiding in het kampioenschap overnam. Armstrong moest de honeurs voor Norton ook waarnemen, nu Duke en Amm de rest van het seizoen uitgeschakeld waren. Het werd een spannende finish, met de Norton-rijders Armstrong, Ken Kavanagh en Syd Lawton binnen één seconde. Les Graham werd vierde met de MV Agusta 500 4C, maar had ruim een halve minuut achterstand. Auguste Goffin had in zijn thuis-Grand Prix net naast de punten gegrepen, maar in Duitsland werd hij vijfde. Hans Baltisberger scoorde het eerste WK-punt voor BMW in een soloklasse.
| Pos | Coureur           | Merk      | Tijd      | Punten |
| --- | ----------------- | --------- | --------- | ------ |
| 1   | Reg Armstrong     | Norton    | 1:32"35'7 | 8      |
| 2   | Ken Kavanagh      | Norton    | + 0'4     | 6      |
| 3   | Syd Lawton        | Norton    | + 0'6     | 4      |
| 4   | Les Graham        | MV Agusta | + 38'4    | 3      |
| 5   | Auguste Goffin    | Norton    | + 4"31'8  | 2      |
| 6   | Hans Baltisberger | BMW       | + 4"42'3  | 1      |
| 7   | Tony McAlpine     | Norton    | + 5"11'1  |        |
| 8   | Karl Rührschneck  | Norton    | +1 ronde  |        |
| 9   | Siegfried Fuss    | Norton    | +1 ronde  |        |
| 10  | Rudolf Knees      | Norton    | +1 ronde  |        |
| 11  | Siegfried Wünsche | BMW       |           |        |

| Coureur         | Merk      | Oorzaak |
| --------------- | --------- | ------- |
| Firmin Dauwe    | Norton    |         |
| Edgar Barth     | Norton    |         |
| Ernst Gross     | Norton    |         |
| Ernst Hoske     | Horex     |         |
| Friedel Schön   | Horex     |         |
| Gerhard Mette   | BMW       |         |
| Werner Gerber   | Horex     |         |
| Bill Lomas      | AJS       |         |
| Bill Petch      | Norton    |         |
| Jack Brett      | Norton    |         |
| Phil Heath      | Norton    |         |
| Carlo Bandirola | MV Agusta |         |
| Umberto Masetti | Gilera    |         |
| Rod Coleman     | AJS       |         |

| Coureur | Merk   | Oorzaak  |
| ------- | ------ | -------- |
| Ray Amm | Norton | Blessure |

| Coureur           | Merk   | Oorzaak  |
| ----------------- | ------ | -------- |
| Bill Doran        | AJS    | Blessure |
| Cromie McCandless | Norton |          |
| Geoff Duke        | Norton | Blessure |
| John Surtees      | Norton |          |
| Phil Carter       | Norton |          |
| Giuseppe Colnago  | Gilera |          |
| Nello Pagani      | Gilera |          |

### Top tien tussenstand 500cc-klasse
| Pos | Coureur         | Merk      | Ptn |
| --- | --------------- | --------- | --- |
| 1   | Reg Armstrong   | Norton    | 19  |
| 2   | Umberto Masetti | Gilera    | 16  |
| 3   | Geoff Duke      | Norton    | 12  |
| 4   | Jack Brett      | AJS       | 11  |
| 5   | Ken Kavanagh    | Norton    | 10  |
| 6   | Rod Coleman     | AJS       | 9   |
| 6   | Ray Amm         | Norton    | 9   |
| 6   | Les Graham      | MV Agusta | 9   |
| 9   | Bill Doran      | AJS       | 6   |
| 10  | Nello Pagani    | Gilera    | 5   |

## 350cc-klasse
Dat Reg Armstrong de 350cc-race in Duitsland won was geen grote verrassing, want hij was achter de onverslaanbare Geoff Duke al twee keer tweede geworden. Duke kon door een blessure niet deelnemen. Ken Kavanagh werd net als in de 500cc-race tweede, voor Bill Lomas en Syd Lawton met hun AJS 7R's. Ewald Kluge werd vijfde, en dat was wel een verrassing, want terwijl iedereen het erover eens was dat de viertaktmotor het juiste concept was, reed hij met een DKW RM 350 driecilinder tweetaktmotor, waarschijnlijk de eerste motorfiets met een hydraulisch remsysteem. 
| Pos | Coureur        | Merk   | Tijd | Punten |
| --- | -------------- | ------ | ---- | ------ |
| 1   | Reg Armstrong  | Norton |      | 8      |
| 2   | Ken Kavanagh   | Norton |      | 6      |
| 3   | Bill Lomas     | AJS    |      | 4      |
| 4   | Syd Lawton     | AJS    |      | 3      |
| 5   | Ewald Kluge    | DKW    |      | 2      |
| 6   | Ernie Ring     | AJS    |      | 1      |
| 7   | Auguste Goffin | Norton |      |        |
| 8   | Robert Zeller  | AJS    |      |        |
| 9   | Ken Mudford    | AJS    |      |        |
| 10  | Bill Petch     | AJS    |      |        |

| Coureur | Merk   | Oorzaak  |
| ------- | ------ | -------- |
| Ray Amm | Norton | Blessure |

| Coureur    | Merk   | Oorzaak  |
| ---------- | ------ | -------- |
| Geoff Duke | Norton | Blessure |

| Coureur        | Merk      |
| -------------- | --------- |
| Roland Schnell | Horex     |
| George Brown   | AJS       |
| Jack Brett     | AJS       |
| Les Graham     | Velocette |
| Mike O'Rourke  | AJS       |
| Robin Sherry   | AJS       |
| Rod Coleman    | AJS       |

### Top tien tussenstand 350cc-klasse
| Pos | Coureur                     | Merk      | Ptn     |
| --- | --------------------------- | --------- | ------- |
| 1   | Geoff Duke (wereldkampioen) | Norton    | 32      |
| 2   | Reg Armstrong               | Norton    | 24 (27) |
| 3   | Rod Coleman                 | AJS       | 14      |
| 4   | Ray Amm                     | Norton    | 11      |
| 5   | Bill Lomas                  | AJS       | 9       |
| 6   | Ken Kavanagh                | Norton    | 8       |
| 7   | Jack Brett                  | AJS       | 7       |
| 7   | Syd Lawton                  | AJS       | 7       |
| 9   | Ewald Kluge                 | DKW       | 2       |
| 10  | George Brown                | AJS       | 1       |
| 10  | Les Graham                  | Velocette | 1       |
| 10  | Ernie Ring                  | AJS       | 1       |

(Punten tussen haakjes zijn inclusief streepresultaten)

## 250cc-klasse
Van de top tien in de 250cc-klasse scoorde alleen Arthur Wheeler een punt, dus dat de "mindere goden" het goed deden was niet verwonderlijk. Dat een tweetaktmotor kon winnen was wel een verrassing. Rudi Felgenheier won met de DKW RM 250 en zijn teamgenoot, de 43 jaar oude DKW-coryfee Ewald Kluge, werd vierde. 
| Pos | Coureur            | Merk       | Tijd | Punten |
| --- | ------------------ | ---------- | ---- | ------ |
| 1   | Rudi Felgenheier   | DKW        |      | 8      |
| 2   | Hein Thorn-Prikker | Moto Guzzi |      | 6      |
| 3   | Hermann Gablenz    | Horex      |      | 4      |
| 4   | Ewald Kluge        | DKW        |      | 3      |
| 5   | Gotthilf Gehring   | Moto Guzzi |      | 2      |
| 6   | Arthur Wheeler     | Moto Guzzi |      | 1      |
| 7   | Bruno Böhrer       | Parilla    |      |        |
| 8   | Alex Mayer         | Moto Guzzi |      |        |
| 9   | Rupert Hollaus     | Moto Guzzi |      |        |
| 10  | Lanfranco Baviera  | Moto Guzzi |      |        |

| Coureur     | Merk       | Oorzaak |
| ----------- | ---------- | ------- |
| Bruno Ruffo | Moto Guzzi | Ongeval |

| Coureur         | Merk | Oorzaak  |
| --------------- | ---- | -------- |
| Roberto Colombo | NSU  | Blessure |

| Coureur           | Merk                   |
| ----------------- | ---------------------- |
| Werner Haas       | NSU                    |
| Benny Rood        | Velocette              |
| Bill Webster      | Pike-Rudge / Velocette |
| Fergus Anderson   | Moto Guzzi             |
| Les Graham        | Benelli                |
| Maurice Cann      | Moto Guzzi             |
| Ray Petty         | Norton                 |
| Ron Mead          | Velocette              |
| Syd Lawton        | Moto Guzzi             |
| Alano Montanari   | Moto Guzzi             |
| Bruno Francisci   | Moto Guzzi             |
| Enrico Lorenzetti | Moto Guzzi             |
| Nino Grieco       | Parilla                |
| Sieb Postma       | Moto Guzzi             |

### Top tien tussenstand 250cc-klasse
| Pos | Coureur            | Merk       | Ptn |
| --- | ------------------ | ---------- | --- |
| 1   | Enrico Lorenzetti  | Moto Guzzi | 20  |
| 1   | Fergus Anderson    | Moto Guzzi | 20  |
| 3   | Rudi Felgenheier   | DKW        | 8   |
| 4   | Les Graham         | Benelli    | 7   |
| 4   | Bruno Ruffo        | Moto Guzzi | 7   |
| 6   | Hein Thorn-Prikker | Moto Guzzi | 6   |
| 7   | Syd Lawton         | Moto Guzzi | 4   |
| 7   | Arthur Wheeler     | Moto Guzzi | 4   |
| 7   | Hermann Gablenz    | Horex      | 4   |
| 10  | Alano Montanari    | Moto Guzzi | 3   |
| 10  | Gotthilf Gehring   | Moto Guzzi | 3   |
| 10  | Ewald Kluge        | DKW        | 3   |

## 125cc-klasse
Roberto Colombo was in de trainingen gevallen en daarom kreeg Werner Haas diens NSU Rennfox. Haas profiteerde optimaal, want hij won de race voor de sterrijders Carlo Ubbiali en Cecil Sandford, die samen nog streden om de wereldtitel.
| Pos | Coureur             | Merk      | Tijd | Punten |
| --- | ------------------- | --------- | ---- | ------ |
| 1   | Werner Haas         | NSU       |      | 8      |
| 2   | Carlo Ubbiali       | Mondial   |      | 6      |
| 3   | Cecil Sandford      | MV Agusta |      | 4      |
| 4   | Angelo Copeta       | MV Agusta |      | 3      |
| 5   | Hubert Luttenberger | NSU       |      | 2      |
| 6   | Luigi Zinzani       | Morini    |      | 1      |
| 7   | Alex Mayer          | Mondial   |      |        |
| 8   | Rudi Meister        | Mondial   |      |        |
| 9   | Karl Lottes         | MV Agusta |      |        |
| 10  | Alfonso Mila        | Montesa   |      |        |

| Coureur         | Merk | Oorzaak  |
| --------------- | ---- | -------- |
| Roberto Colombo | NSU  | Blessure |

| Coureur             | Merk      |
| ------------------- | --------- |
| Hermann Paul Müller | Mondial   |
| Ashley Len Parry    | Mondial   |
| Bill Lomas          | MV Agusta |
| Charlie Salt        | MV Agusta |
| Cromie McCandless   | Mondial   |
| Frank Burman        | EMC-Puch  |
| Les Graham          | MV Agusta |
| Emilio Mendogni     | Morini    |
| Guido Sala          | MV Agusta |
| Romolo Ferri        | Morini    |
| Lo Simons           | Mondial   |

### Top tien tussenstand 125cc-klasse
| Pos | Coureur             | Merk      | Ptn |
| --- | ------------------- | --------- | --- |
| 1   | Cecil Sandford      | MV Agusta | 20  |
| 2   | Carlo Ubbiali       | Mondial   | 18  |
| 3   | Werner Haas         | NSU       | 8   |
| 4   | Angelo Copeta       | MV Agusta | 7   |
| 5   | Luigi Zinzani       | Morini    | 5   |
| 6   | Ashley Len Parry    | Mondial   | 4   |
| 7   | Cromie McCandless   | Mondial   | 3   |
| 7   | Guido Sala          | MV Agusta | 3   |
| 9   | Hubert Luttenberger | NSU       | 2   |
| 10  | Frank Burman        | EMC-Puch  | 1   |
| 10  | Lo Simons           | Mondial   | 1   |

## Zijspanklasse
Eric Oliver en zijn bakkenist waren beiden voldoende hersteld van hun eerder opgelopen beenbreuken om weer aan de start te komen, maar de voormalig wereldkampioenen haalden de finish niet. Albino Milani/Giuseppe Pizzocri, de huidige WK-leiders, scoorden ook geen punten en daarvan profiteerden Cyril Smith en Bob Clements, die de race wonnen voor Ernesto Merlo/Dino Magri en Jacques Drion/Bob Onslow. De toekomstige wereldkampioenen Wilhelm Noll en Fritz Cron scoorden hun eerste WK-punt. 
| Pos | Coureur            | Bakkenist       | Merk   | Tijd | Punten |
| --- | ------------------ | --------------- | ------ | ---- | ------ |
| 1   | Cyril Smith        | Bob Clements    | Norton |      | 8      |
| 2   | Ernesto Merlo      | Dino Magri      | Gilera |      | 6      |
| 3   | Jacques Drion      | Bob Onslow      | Norton |      | 4      |
| 4   | Marcel Masuy       | Denis Jenkinson | Norton |      | 3      |
| 5   | Julien Deronne     | Edouard Texidor | Norton |      | 2      |
| 6   | Wilhelm Noll       | Fritz Cron      | BMW    |      | 1      |
| 7   | Georg Eberlein     | Ernst Sauer     | BMW    |      |        |
| 8   | Franz Mohr         | Günter Müller   | BMW    |      |        |
| 9   | Friedrich Staschel | Günter Beer     | BMW    |      |        |
| 10  | Jean Murit         | André Emo       | Norton |      |        |

| Coureur     | Bakkenist       | Merk   | Oorzaak |
| ----------- | --------------- | ------ | ------- |
| Eric Oliver | Lorenzo Dobelli | Norton |         |

| Coureur          | Bakkenist         | Merk   |
| ---------------- | ----------------- | ------ |
| Ferdinand Aubert | René Aubert       | Norton |
| Otto Schmid      | Otto Kölle        | Norton |
| Rudolf Koch      | Adolf Flach       | BMW    |
| René Bétemps     | André Drivet      | Norton |
| Len Taylor       | Peter Glover      | Norton |
| Albino Milani    | Giuseppe Pizzocri | Gilera |

### Top tien tussenstand zijspanklasse
| Pos | Coureur          | Bakkenist                       | Merk   | Ptn |
| --- | ---------------- | ------------------------------- | ------ | --- |
| 1   | Cyril Smith      | Bob Clements                    | Norton | 18  |
| 2   | Albino Milani    | Giuseppe Pizzocri               | Gilera | 14  |
| 3   | Jacques Drion    | Bob Onslow                      | Norton | 9   |
| 3   | Ernesto Merlo    | Dino Magri                      | Gilera | 9   |
| 5   | Eric Oliver      | Stanley Price / Lorenzo Dobelli | Norton | 8   |
| 6   | Marcel Masuy     | Denis Jenkinson                 | Norton | 7   |
| 7   | Ferdinand Aubert | René Aubert                     | Norton | 3   |
| 8   | Julien Deronne   | Edouard Texidor                 | Norton | 2   |
| 9   | Jean Murit       | André Emo                       | Norton | 1   |
| 9   | Wilhelm Noll     | Fritz Cron                      | BMW    | 1   |

1925 · 1926 · 1927 · 1928 · 1929 · 1930 · 1931 · 1933 · 1934 · 1935 · 1936 · 1937 · 1938 · 1939 · 1949 · 1950 · 1951 · 1952 · 1953 · 1954 · 1955 · 1956 · 1957 · 1958 · 1959 · 1960 · 1961 · 1962 · 1963 · 1964 · 1965 · 1966 · 1967 · 1968 · 1969 · 1970 · 1971 · 1972 · 1973 · 1974 · 1975 · 1976 · 1977 · 1978 · 1979 · 1980 · 1981 · 1982 · 1983 · 1984 · 1985 · 1986 · 1987 · 1988 · 1989 · 1990 · 1991 · 1992 · 1993 · 1994 · 1995 · 1996 · 1997 · 1998 · 1999 · 2000 · 2001 · 2002 · 2003 · 2004 · 2005 · 2006 · 2007 · 2008 · 2009 · 2010 · 2011 · 2012 · 2013 · 2014 · 2015 · 2016 · 2017 · 2018 · 2019 · 2021 · 2022 · 2023 · 2024 · 2025